# Anwar Fazal
Anwar Fazal (* 15. Juli 1941 in Sungei Bayor, Malaysia) ist ein malaysischer Verbraucherschützer.
Anwar Fazal gründete verschiedene internationale Netzwerke zum Schutz der Verbraucher: mit Consumer Interpol ein globales Warnsystem vor gefährlichen Produkten, mit dem International Baby Food Action Network eine Organisation zur Förderung des Stillens, mit Health Action International (HAI) eine Organisation zur Kontrolle der pharmazeutischen Industrie und mit dem Pesticide Action Network (PAN) eine globale Koalition zum Kampf gegen Agrargifte.

## Auszeichnungen
- 1982: Right Livelihood Award für den Kampf um mehr Rechte für Konsumenten und seinen Einsatz dafür, Verbraucher in aller Welt dazu zu ermuntern, diese Rechte auch einzufordern.[1]
- 1988: Global 500 Award